# プライド 栄光への絆
『プライド 栄光への絆』（原題: Friday Night Lights）は、2004年のアメリカ映画。H・G・ビッシンガーの同名ノンフィクション小説を原作としている。

## キャスト
※括弧内は日本語吹替
- ゲイリー・ゲインズ - ビリー・ボブ・ソーントン（野島昭生）
- マイク・ウィンチェル - ルーカス・ブラック（森川智之）
- ブービー・マイルズ - デレク・ルーク（江川央生）
- ドン・ビリングスリー - ギャレット・ヘドランド（伊藤健太郎）
- ブライアン・チャベス - ジェイ・ヘルナンデス（落合弘治）
- アイヴォリー・クリスチャン - リー・ジャクソン
- クリス・カマー - リー・トンプソン・ヤング
- チャールズ・ビリングスリー - ティム・マグロウ（田中正彦）
- L・V・マイルズ - グローヴァー・コールソン（宝亀克寿）
- シャロン・ゲインズ - コニー・ブリットン
- マリア - アンバー・ハード
- ブライアン - クリスチャン・ケイン